# 去殖民化

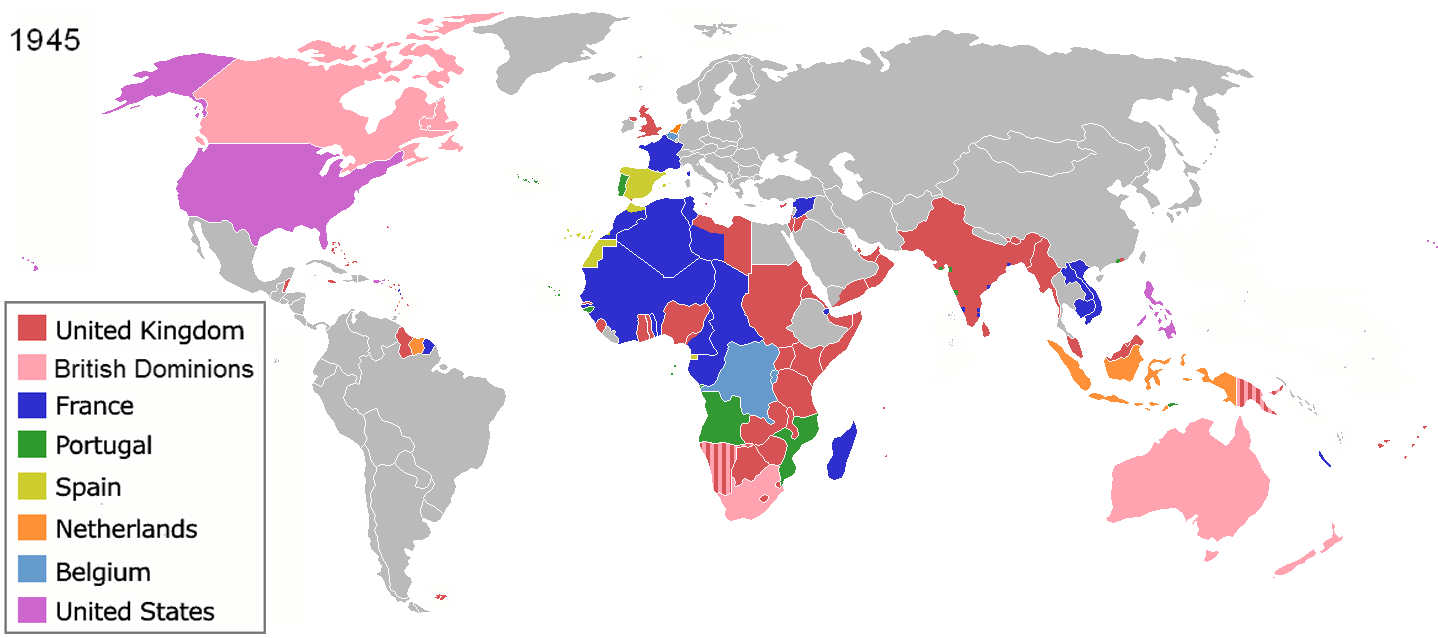
1945年殖民国家和它们的殖民地

去殖民化（英語：decolonization，又稱非殖民化），是指一個地方因外國殖民統治，造成政治與經濟上的不平等關係，轉而進行獨立及自治。这个概念最早是1932年莫里茨·尤里乌斯·波恩提出的。
非殖民化這個詞主要是指第二次世界大戰後不少西方列強位於亞洲和非洲的殖民地爭取獨立的過程。1945年至1960年的時期，非殖民化運動發展得最蓬勃，當中由印度及巴基斯坦于1947年脫離英國管治牽起序幕。部分地方的非殖民化運動是以和平手段進行，亦有不少推行非殖民化運動的地方以暴力形式推行。在这个过程中从1943年到2002年共120个过去的殖民地独立。

## 历史

### 亚洲

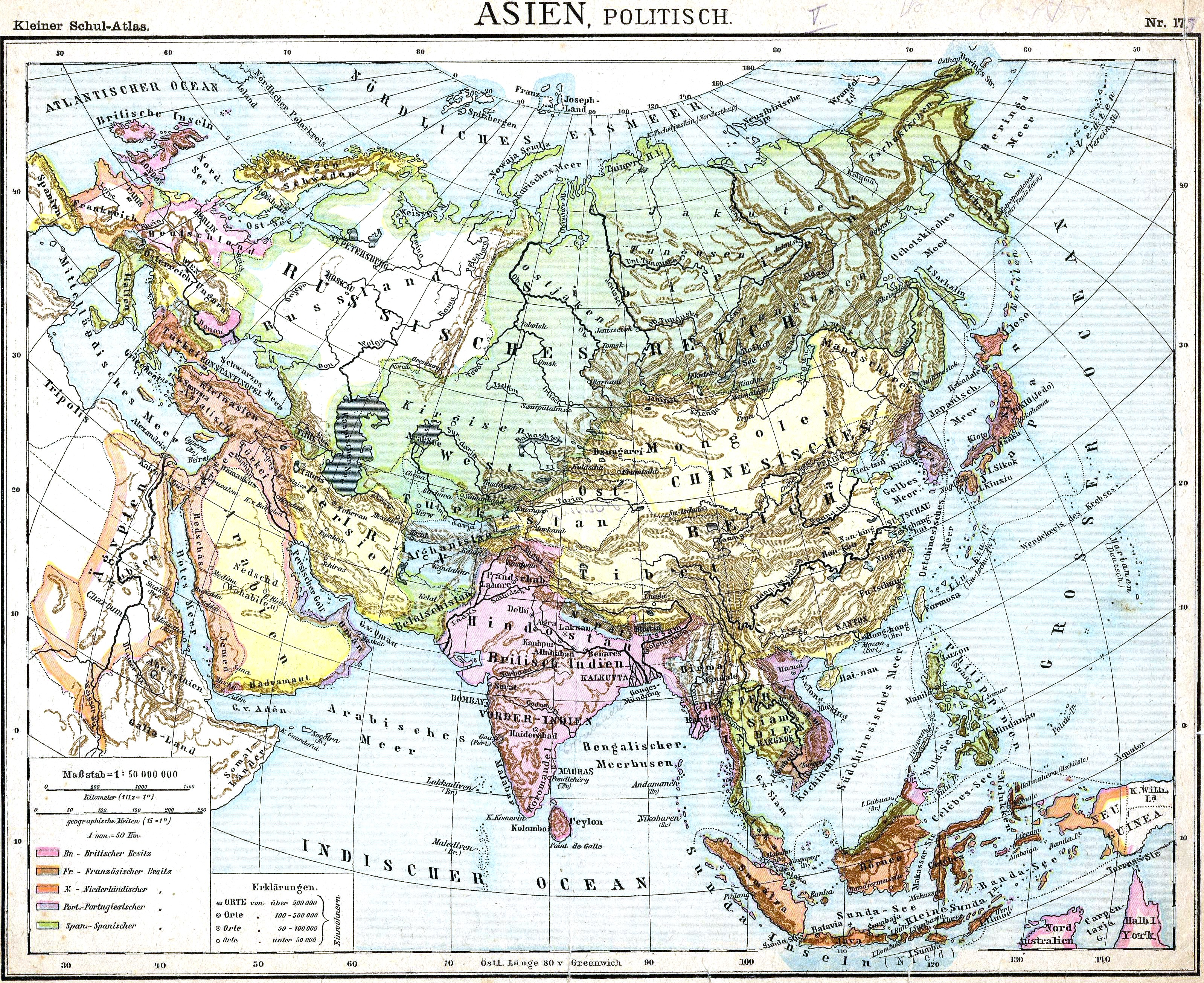
1899年的亚洲

亚洲的非殖民化的根源起于第一次世界大战时，尤其在印度。在这里很早以前就产生了民族独立运动，这个运动随时间越来越革命和越来越反殖民主义。第一次世界大战后圣雄甘地成为这个运动的领导人。早在1885年就已经成立的印度国民大会党成为这个运动的组织，在1920年代里获得了巨大的影响力。
在东南亚殖民前的各国家业均产生自己的民族独立运动，宗教被用做一个核心。一开始只有小的组织从事民族独立运动，大多与殖民政府合作。大萧条后这个运动越来越激化，甚至导致起义、暴动、组党，最后导致殖民主义的崩溃。
1945年二战结束后，日本丧失在亚洲的所有殖民地。亚洲的去殖民化运动在二战后的1947年至1960年间达到高峰，在此期间欧洲各国在东南亚和南亚地区的殖民地如法属印度支那、英属印度、英属马来亚、荷属东印度等地纷纷通过暴力抗争与和平示威等手段摆脱原宗主国获得独立，而英国在阿拉伯半岛的保护国大部分于1970年脱离英国统治。1984年，文莱结束作为英国保护国的地位获得完全独立，至此西方国家在东南亚地区的殖民历史宣告结束。1991年苏联解体后，原先被苏联占领的中亚和外高加索地区也涌现出一批新成立的主权国家。亚洲最后一块被欧洲国家占领的殖民地澳门于1999年回归中国，而2002年东帝汶宣布从印尼独立标志着亚洲去殖民化终结。

### 非洲

非洲独立史

非洲的发展和亚洲类似，只不过晚些。1945年后才开始政治化，形成组织和党派。这些组织和党派的领导人虽然号召传统，但是却受西方思想的引导。非洲的精锐比亚洲少得多，他们与殖民系统的关系也更密切。一个比较早的这样的组织在夸梅·恩克鲁玛领导下在加纳形成。英国试图类似在印度与愿意合作的组织合作，这架加强了恩克鲁玛的地位。尼日利亚的独立运动没有形成一个中心的领导者，而是产生了不同的、互相之间争执不休的地方民族主义，这在非洲是很典型的。许多大部落是在非殖民化的过程中形成的。只有在有非常说服力的领导人（加纳、肯尼亚）或者在欧洲思想领导下（坦噶尼喀）的地方才有例外。由于法国在1958年发生军事政变，法属西非解体，非洲很多国家得以在1960年宣布独立，该年也成为非洲去殖民化运动的高潮。西班牙和葡萄牙占领下的非洲地区也由于两国内部的政权更迭在1975年以前独立。大英帝国在非洲大陆的最后一块殖民地南罗得西亚最终在1980年脱离英国独立并更名津巴布韦。1990年，纳米比亚从南非白人政权的统治下独立，至此非洲的去殖民化运动基本结束，仅剩非洲大陆以外的部分海岛如加那利群岛、法属留尼汪以及英属印度洋领地等地依旧属于欧洲国家。

### 美洲
自1492年哥伦布发现美洲大陆后，美洲一直没有一个真正意义上的主权国家。1783年，美国脱离大英帝国独立，成为美洲大陆上的第一个独立国家，随后在1789年位于海地的黑奴发起革命，并于1809年获得独立，但美国和海地的独立并未带动美洲的去殖民化。美洲的去殖民化时间跨度较长，由于西班牙帝国和葡萄牙帝国的衰落，西葡两国在拉丁美洲和南美洲的殖民地大多在19世纪独立，1898年的美西战争后西班牙更是丧失了全部在美洲的殖民地，英国在北美洲的殖民地加拿大也在1931年成为自治领。1934年，美国总统罗斯福废除了普拉特修正案，古巴也因此得以收回松树岛。但英国、法国和荷兰在美洲的殖民地大多都在二战结束后才独立，并且至今英法荷三国仍在加勒比海地区拥有部分岛屿作为其海外领土，1979年美国将巴拿马运河区主权交还给巴拿马政府。

### 独立
第二次世界大战后的20年里共50个國家，脫離殖民地独立。在战争中这些殖民地在经济上、政治上和军事上均脱落了其殖民国家的控制，由此奠定了它们独立的基础。此外在战争中殖民国家向这些地区许愿在战后给予它们更大的自主权，来换取他们提供的兵力保卫本土。
非殖民化的领导人往往是当地的精英，他们在殖民政府中担任下层的职务，由于缺乏上升的机会而感到不满。尤其在非洲缺乏传统的领土概念，因此许多边界是殖民国家划的。

### 此后
殖民国家撤出后，在许多原来的殖民地里爆发了激烈的内战。不同的民族运动和不同的部落之间发生内战。在许多有一名受欢迎的领导人的地方产生了个人崇拜。国家与领导人之间的区别往往不存在。一开始的多党制体制常常变成一党制。军队往往是最重要的权力机构。

## 概念
1932年莫里茨·尤里乌斯·波恩在他的书《经济和政治》中提出：“在全世界一个反殖民主义的时期开始了，非殖民化正在迅速发展。”

## 重要人物
- 西蒙·玻利瓦尔：以暴力革命促成委内瑞拉、哥伦比亚、厄瓜多尔独立
- 何塞·德·圣马丁：以暴力革命促成秘鲁、智利、玻利维亚独立
- 奥古斯丁·德·伊图尔维德：以政变促成墨西哥独立
- 佩德罗一世：以政变促成巴西独立
- 何塞·赫瓦西奥·阿蒂加斯：以暴力革命促成乌拉圭独立
- 何塞·加斯帕尔·罗德里格斯·德·弗朗西亚：以政变促成巴拉圭独立
- 尼赫鲁、真纳、蒙巴顿：以谈判促成印度、巴基斯坦独立
- 胡志明：以暴力革命促成北越独立
- 昂山：以二战时协助日军及战后与英国谈判促成缅甸独立
- 苏加诺：使荷兰大片殖民地独立成为印度尼西亚
- 河边正三：二战中扶植成立缅甸国的日军将领
- 本间雅晴：二战中扶植成立菲律宾第二共和国的日军将领
- 威廉·霍华德·塔夫脱：扶植成立古巴共和国的美国政治家
- 富兰克林·罗斯福：废除《普拉特修正案》的美国总统
- 皮埃尔·孟戴斯-弗朗斯：放弃法属印度支那的法国总理
- 戴高乐：解散法兰西殖民帝国的法国总统
- 德怀特·艾森豪威尔：以经济制裁迫使英国和法国从苏伊士运河撤军的美国总统
- 亚瑟·贝尔福：发表宣言承认加拿大、澳大利亚、新西兰、爱尔兰、南非等自治领为独立国家的英国首相

## 宗主国政治家对前殖民地发表的言论
- 2007年，法国总统萨科齐在访问阿尔及利亚时发表讲话：“诚然，殖民体系是极端不公正的，它与法兰西赖以立国的自由、平等、博爱背道而驰。”但在谈及1954年至1962年间的阿尔及利亚独立战争时，萨科齐又表示：“我认为参与那场战争的各方都应为当时的种种暴行负责，所有在此期间死难的无辜者均应得到尊重。”
- 2013年，荷兰驻印尼大使兹万(Tjeerd de Zwaan)为印尼独立战争中荷兰军队大规模屠杀印尼人民的暴行进行正式道歉：“荷兰政府希望这次道歉，能够有助于合上1945年到1949年，印尼发生的极端暴力事件带来生命损失的悲惨一章。”
- 2002年2月5日，比利时外交大臣路易·米歇尔在比利时国会发表讲话说，比利时政府对卢蒙巴遇害事件给前比属刚果人民和帕特里斯·卢蒙巴的亲属造成的痛苦表示深刻道歉。他说，当年比利时政府中的有关大臣对卢蒙巴“冷漠无情”，对他的命运“无动于衷”，他们对卢蒙巴之死负有“不可推卸的责任”。
- 2010年8月10日，日本首相菅直人就《日韩合并条约》签署100周年发表首相谈话，就日本过去对韩国实行的殖民统治表示反省和道歉：“韩国人民因违背本意受到殖民统治，民族自尊受到了严重伤害。对于殖民统治造成的巨大损失和痛苦，日本政府再次表示深刻的反省和由衷的歉意。”
- 2004年，德国发展援助部长海德玛丽·维乔普尔·扎尔在访问纳米比亚时，就1904年德国军队镇压纳米比亚赫雷罗人起义发表讲话：“当年发生的暴行在今日可以被定义为种族屠杀。我们德国政府对此罪行负有历史和道义上的责任。我谨希望你们能原谅我们的侵略。”但是，扎尔同时排除了德国政府对赫雷罗人进行经济赔偿的可能性。
- 2008年，意大利总理贝卢斯科尼在访问利比亚班加西时表示，他代表意大利人民并以他本人的名义对意大利殖民统治时期给利比亚人民带来的灾难表示遗憾和道歉，并承诺意大利政府将在今后25年以投资形式向利比亚支付50亿美元，协助利比亚修建高速公路及清除殖民时期所布地雷，作为它对利比亚长达30多年殖民统治的赔偿。